# Leestafel

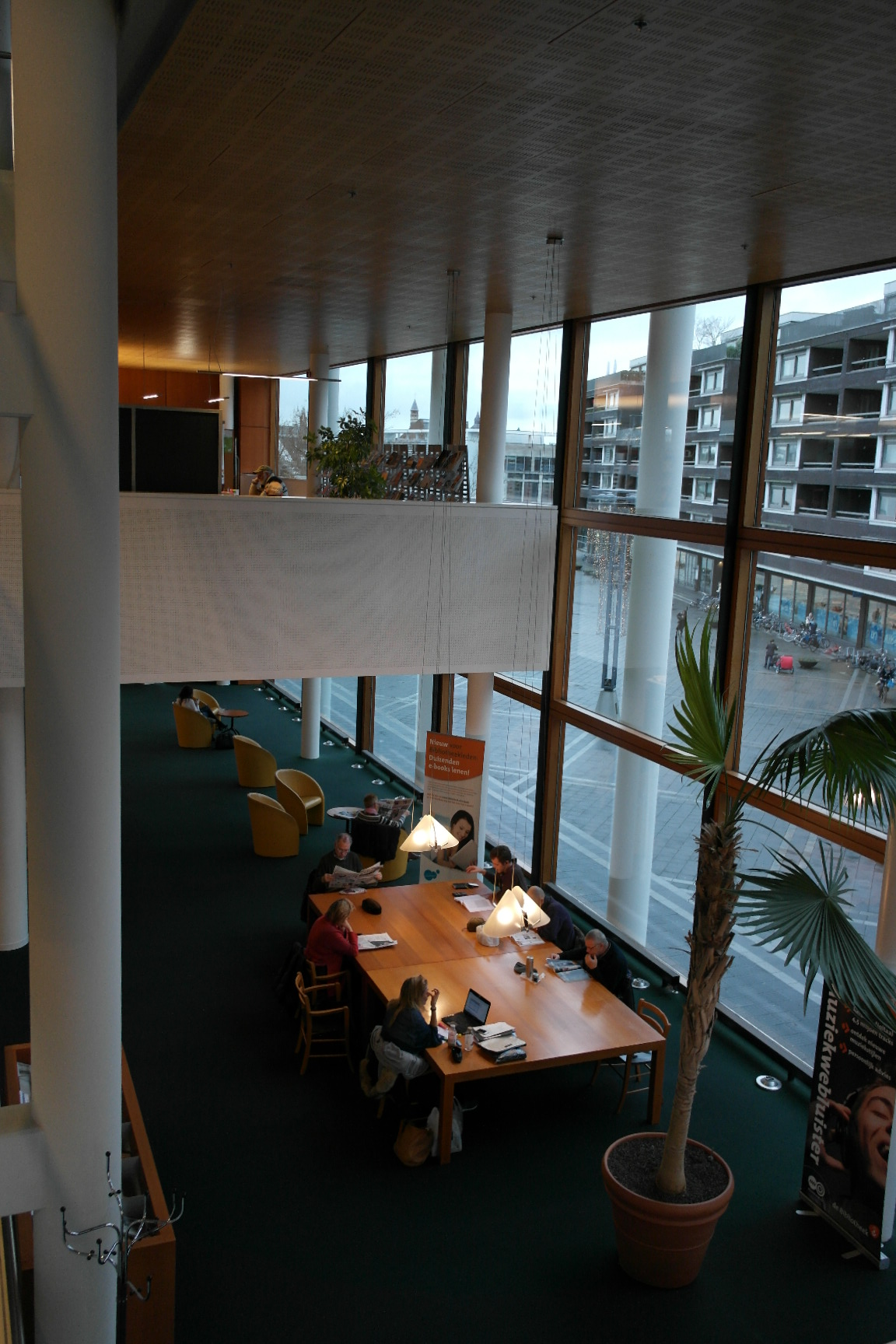
Leestafel

Een leestafel is een tafel in een café of restaurant met kranten en tijdschriften. Aan deze tafel kan de clientèle de krant lezen tijdens het gebruik van hun consumptie. Ook bibliotheken en bijvoorbeeld wachtkamers in bedrijven of bij dienstverleners (kapper, huisarts, polikliniek, garagebedrijf) hebben vaak een leestafel.
Om te voorkomen dat kranten in delen over de tafel verdeeld raken, wordt soms gebruikgemaakt van een krantenstok. Ook worden de katernen wel aan elkaar geniet.
Voor sommige boeken die vooral mooie platen bevatten of tijdschriften met erg korte artikeltjes en daardoor geschikt om even tijdens het wachten door te bladeren, worden wel de termen 'leestafelboek' en 'leestafellectuur' gebruikt.

## Afbeeldingen

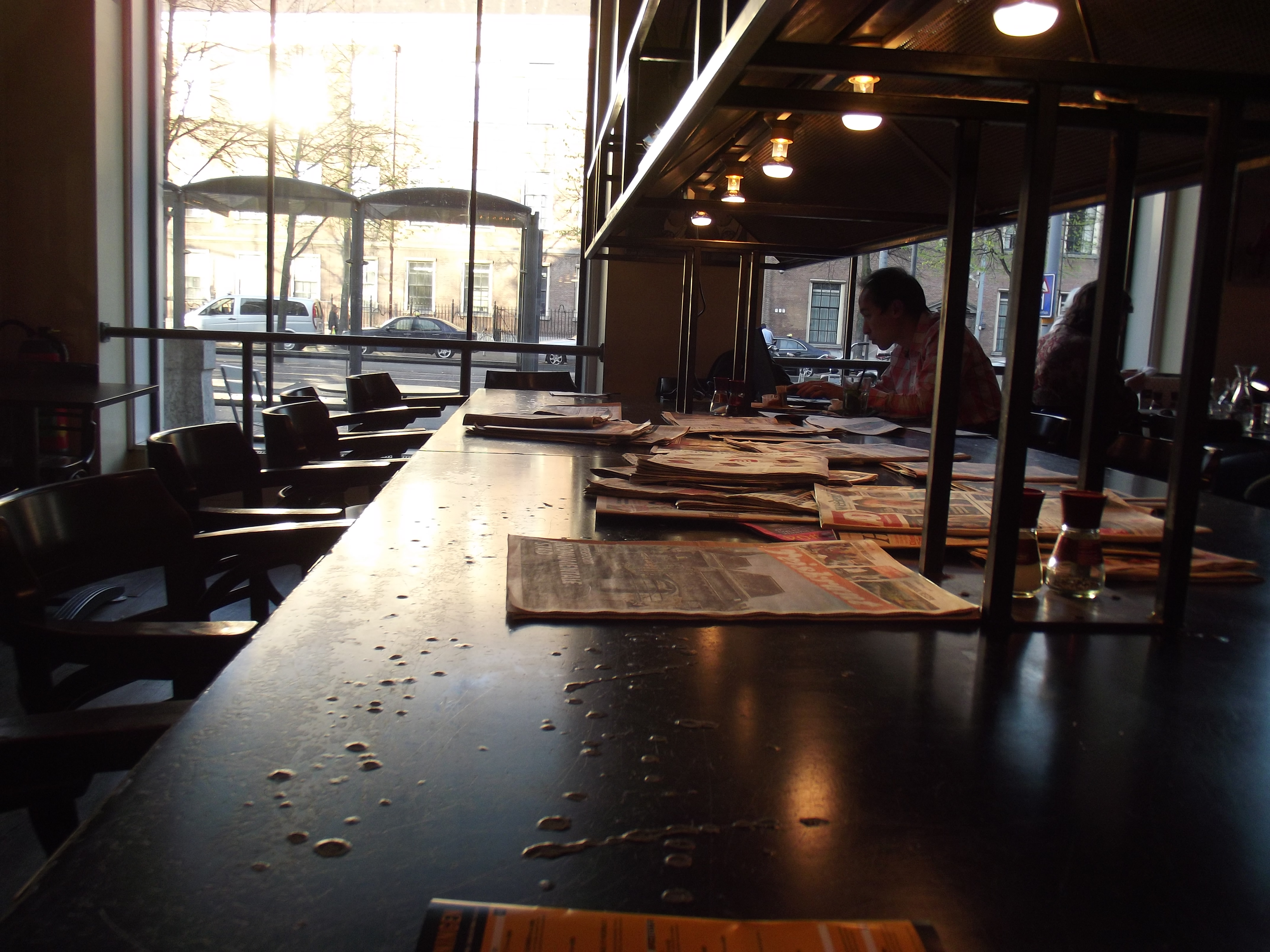
Leestafel in een café
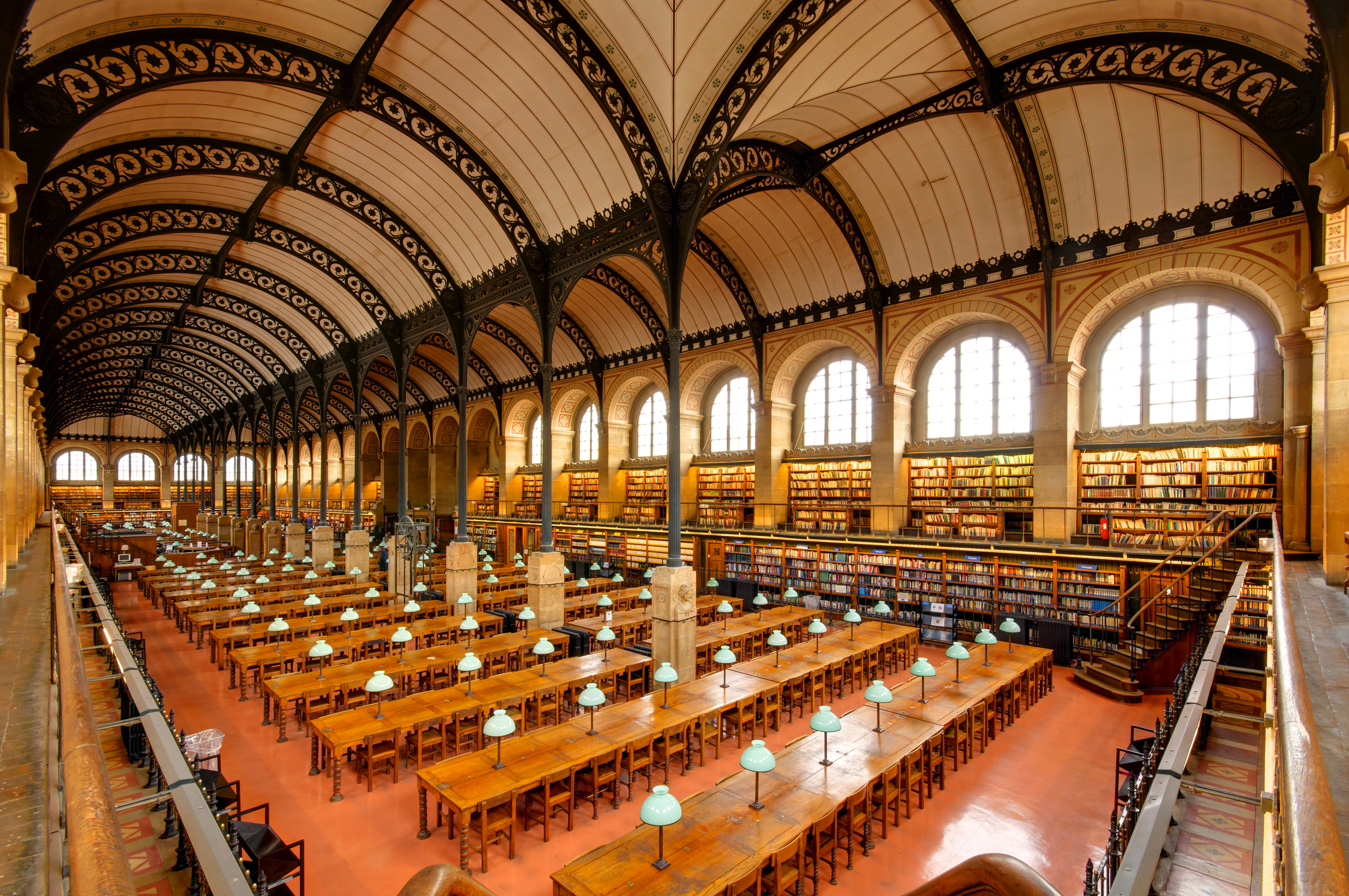
In een Franse bibliotheek
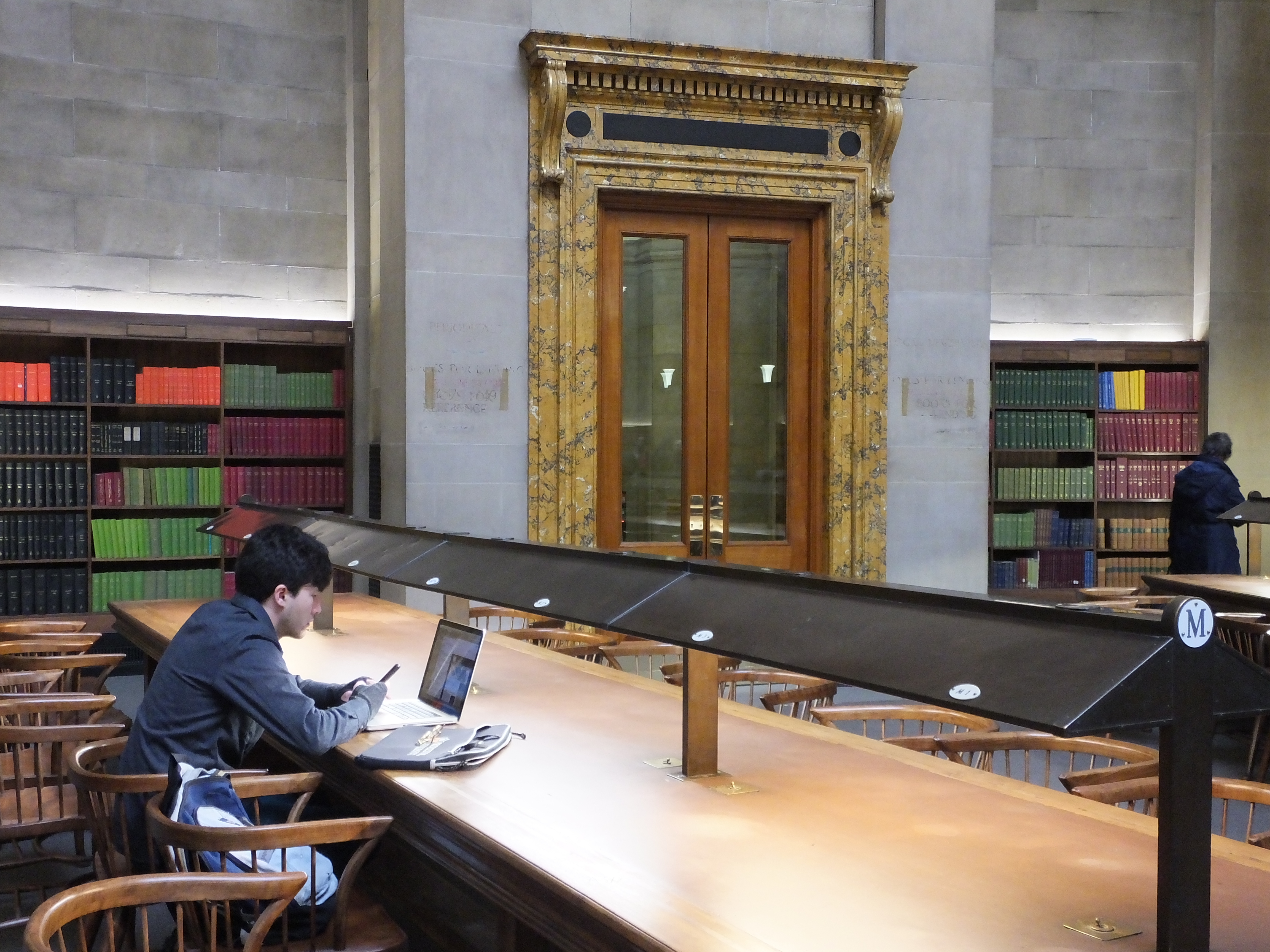
In een Engelse bibliotheek
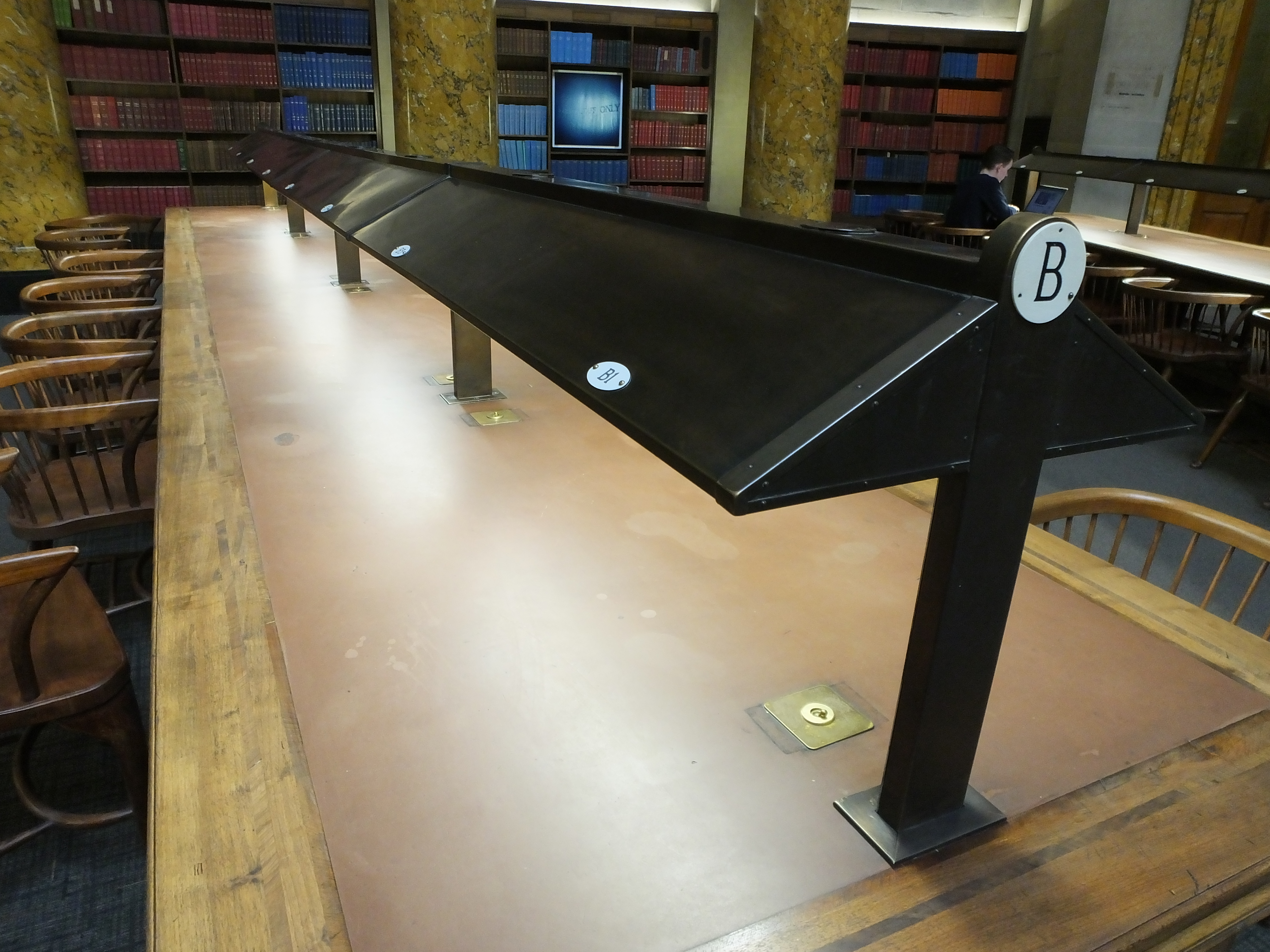
In een Engelse bibliotheek